# 吕布鲁克
吕布鲁克（法語：Rubrouck，法語發音：[ʁybʁuk]）是法国上法兰西大区北部省的一个市镇，位于该省西部，属于敦刻尔克区。

## 地理
吕布鲁克（50°50'19"N, 2°21'20"E）面积14.88 平方千米，位于法国上法蘭西大區北部省，该省份为法国最北部的省份及最长的省份，西北濒北海，西接加来海峡省，南至埃纳省和索姆省，东与比利时接壤。
与吕布鲁克接壤的市镇（或旧市镇、城区）包括：博勒泽勒、沃尔克兰科沃、阿尔内克、布罗克塞勒、比斯克尔、诺尔佩讷、奥克特泽勒。
吕布鲁克的时区为UTC+01:00、UTC+02:00（夏令时）。

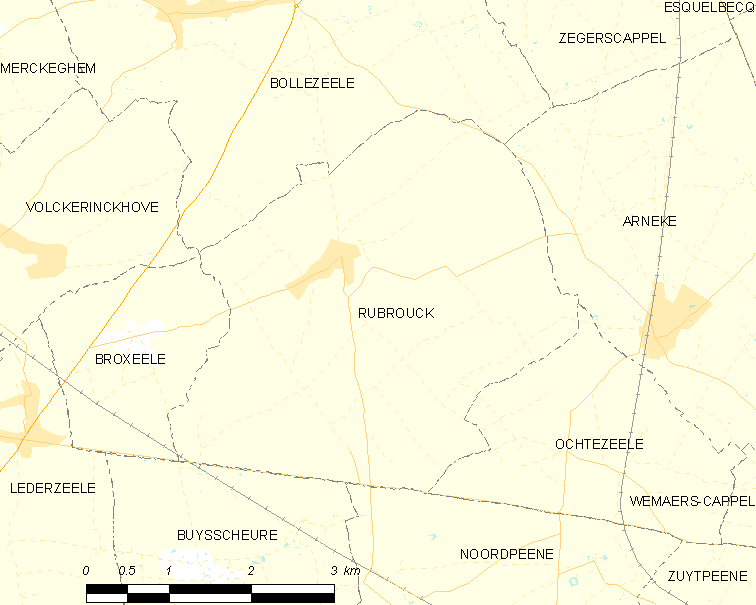
吕布鲁克的OSM定位图

## 行政
吕布鲁克的邮政编码为59285，INSEE市镇编码为59516。

## 政治
吕布鲁克所属的省级选区为沃尔穆特县。

## 人口

1962-2008年间吕布鲁克人口变化图示

吕布鲁克于2022年1月1日时的人口数量为915人。